# Luques Curtis
Luques Curtis (Hartford (Connecticut), 17 augustus 1983) is een Amerikaanse (contra)bassist (jazz, salsa, latin jazz, wereldmuziek). Nu gevestigd in New York, treedt Luques nationaal en internationaal op met artiesten als Eddie Palmieri, Ralph Peterson jr., Christian Scott, Gary Burton en anderen. Hij is een van de eigenaren en medeoprichters van het onafhankelijke jazzlabel Truth Revolution Records.

## Biografie
Luques werd geboren in Hartford, Connecticut en groeide op in de naburige stad Windsor. Hij begon bas te spelen op 12-jarige leeftijd en woonde de Greater Hartford Academy of the Arts en het Artists Collective Inc. bij, opgericht door Jackie McLean en Paul Brown. Na de middelbare school verdiende hij een volledige studiebeurs aan het prestigieuze Berklee College of Music, waar hij studeerde bij John Lockwood en Ron Mahdi. Terwijl hij in Boston was, kon hij ook samenwerken met grote muzikanten zoals Gary Burton, Ralph Peterson, Donald Harrison, Christian Scott en Francisco Mela. Luques werkte samen met zijn oudere broer Zaccai Curtis en vormde een band genaamd Insight. De band bracht in 2006 hun eerste album A Genesis uit en vormde toen ook The Curtis Brothers en The Curtis Brothers Quartet. Ze hebben meerdere platen uitgebracht met hun bands bij hun platenlabel Truth Revolution Records.

## Discografie
Insight
- 2006: A Genesis

Curtis Brothers
- 2009: Blood, Spirit, Land, Water, Freedom
- 2012: Completion of Proof

### Als sideman
Eddie Palmieri
- 2017: Sabiduria/Wisdom
- 2018: Full Circle
- 2018: Mi Luz Mayor

Bill O'Connell
- 2010: Rhapsody In Blue
- 2013: Zocalo
- 2014: Imagine
- 2016: Latin Jazz All Stars

Dave Valentin
- 2006: Come Fly with Me

Sean Jones
- 2006: Roots
- 2007: Kaleidoscope
- 2009: The Search Within
- 2011: No Need For Words
- 2014: Im*pro*vise

Albert Rivera
- 2008: Re-Introduction
- 2010: Inner Peace

Miguel Zenon
- 2014: Identities Are Changeable

Scott Tixier
- 2016: Cosmic Adventure

Matt Garrison
- 2010: Familiar Places

Louis Fouché
- 2012: Subjective Mind

Orrin Evans
- 2010: Faith In Action
- 2011: Captain Black Big Band - Captain Black Big Band
- 2013: ...It was beauty
- 2014: Captain Black Big Band - Mother's Touch
- 2014: Liberation Blues

Carlos Martin
- 2013: The Journey

Kervin Barreto
- 2010: First Impulse

Ali Bello
- 2013: Caracas - New York

Mitch Frohman
- 2013: From Daddy with Love

Natalie Fernandez
- 2014: Nuestro Tango

Sonora Latina
- 2012: Con Clave Para Bailar

Takuji Yamada
- 2008: Lite Blue

Soren Moller
- 2012: Résumé

Nicole Zuraitis
- 2012: Spread The Word

Ed Fast
- 2007: Straight Shot

John Santos
- 2011: La Esperanza

Chris Dempsey
- 2008: Onward

Francisco Mela
- 2011: Tree Of Life

Donald Harrison
- 2006: The Survivor

Darryl Yokley
- 2012: The Void

Romain Collin
- 2013: The Calling
- 2015: Press Enter

Jimmy Greene
- 2008: The Overcomer's Suite

Ralph Peterson
- 2012: The Duality Perspective

Shimrit Shoshan
- 2010: Keep It Movin'

Nils Weinhold
- 2011: Shapes

Gary Burton
- 2005: Next Generation

Christian Scott
- 2006: Rewind That
- 2007: Anthem
- 2017: Ruler Rebel
- 2017: The Emancipation Procrastination

Brian Lynch
- 2006: Simpactico
- 2010: Con Clave Vol. 2

Dana Lauren
- 2010: It's You Or No One

Kris Allen
- 2011: Circle House

Andrei Matorin
- 2009: Opus

Samuel Bonnet
- 2014: Diasporapsodie

Brian Hogans
- 2010: Evidence Of Things To Come

David Weiss
- 2013: Venture Inward

Laine Cooke
- 2014: The Music Is The Magic

Eva Cortés
- 2015: In Bloom

Joanna Pascale
- 2015: Wildflower

Gian-Carla Tisera
- 2014: Nora La Bella

### Compilaties
- 2012: Together